# 벙커 (스타크래프트)
벙커(영어:Bunker)는 스타크래프트 종족인 테란의 건물이다. 테란의 기본 건물이자 방어 건물 중에 하나이다.

## 특징
벙커는 스타크래프트, 스타크래프트 리마스터, 스타크래프트 2에서도 모두 영단어인 Bunker을 그대로 한글로 음역한 벙커라고 불린다. 미사일 포탑과 더불어 테란의 방어 건물 중에 하나이다. 다만 벙커는 미사일 터렛과 달리 방어 건물의 역할을 수행하려면 마린, 파이어뱃, 고스트를 넣어야하는데 벙커 안에는 주로 파이어뱃이나 고스트보단 마린을 넣는 편이다. 마린을 넣으면 벙커의 사거리도 길어지고 지상과 공중을 모두 방어할 수 있기 때문이다. 벙커에 들어갈 수 있는 유닛으론 마린, 파이어뱃, 고스트, 메딕이 있으며 이외에 일꾼인 SCV도 벙커 안에 넣을 수 있디. 벙커 안에 넣을 수 있는 바이오닉 유닛의 수는 총 4명으로 제한되어 있다. 벙커를 건설하는 데 필요한 선행 조건 건물은 배럭스이다. 벙커의 능력치는 체력:350, 기본 방어력:1의 능력치를 가지고 있다. 생산하는데 필요한 자원과 건설 시간은 미네랄:100원, 건설 시간:30초이다. 벙커는 기본 방어력도 있고 방어 건물 중에선 내구성이 좋은 편인 건물이지만 마린과 같은 바이오닉 유닛이 안에 들어있어야 방어 건물의 역할을 수행하므로 방어 건물들 중에선 유일하게 인구수를 요구하는 건물이 돼서 다른 방어 건물들보다 양산성이 떨어지는 단점이 존재한다. 벙커는 테란이 건물을 지을 때 높은 유연성의 장점과 방어 건물 중에서도 제법 튼튼한 내구성이란 장점이 있기 때문에 벙커링과 같이 공격적인 전략에도 사용이 가능하다. 스타크래프트 2에서는 건물의 체력이 400으로 늘어나고 기본 방어력이 3으로 늘어났지만 대신 건설 시간이 40초로 더 길어졌다. 가격은 광물:100으로 전작과 동일하다. 전작과 달리 신소재 강철 업그레이드를 하면 벙커안에 들어갈 수 있는 바이오닉 유닛의 정원이 4명에서 6명으로 늘어나며 이것은 전작보다 더 좋아진 점이다. 전작과 같이 일꾼인 건설로봇, 해병, 불곰, 사신, 유령과 같은 바이오닉 유닛들만 넣을 수 있다. 또한 바이오닉 유닛들을 넣어야 방어 건물의 역할을 수행하므로 전작과 같이 인구수를 요구하여 양산성이 떨어진다는 단점이 있다.

## 같이 보기
- 스타크래프트
- 테란